# Massamasso Tchangai
Komi Massamasso Tchangaï, (ur. 8 sierpnia 1978 w Atakpamé, zm. 8 sierpnia 2010) był togijskim, piłkarzem, grającym na pozycji obrońcy.

## Życiorys
Karierę rozpoczynał w ASKO Kara. Następnie przeniósł się do ligi tunezyjskiej, do klubu CA Bizertin, później przeniósł się na Słowację, do ND Gorica. Poprzez holenderski De Graafschap Doetinchem trafił do Włoch, a tam swój pierwszy sezon spędził w AS Viterbese Calcio. Podczas Mistrzostw Świata w 2006 roku grał w Benevento Calcio, później występował w Al-Nasr Rijad, klubie z Arabii Saudyjskiej. Grał też w chińskim klubie Shenzhen Ruby. W reprezentacji debiutował 11 sierpnia 1996, podczas meczu z Kongiem. Zmarł w dniu swoich 32. urodzin, które chciał świętować w Togo.

## Kariera w liczbach
| Sezon   | Klub             | Kraj             | Flaga            | Rozgrywki         | Mecze | Bramki |
| ------- | ---------------- | ---------------- | ---------------- | ----------------- | ----- | ------ |
| 1995    | ASKO Kara        | Togo             | Togo             | Première Division | ?     | ?      |
| 1996    | ASKO Kara        | Togo             | Togo             | Première Division | ?     | ?      |
| 1996/97 | CA Bizertin      | Tunezja          | Tunezja          | CLP-1             | 9     | 0      |
| 1997/98 | CA Bizertin      | Tunezja          | Tunezja          | CLP-1             | 26    | 0      |
| 1998/99 | ND Gorica        | Słowenia         | Słowenia         | 1. SNL            | 10    | 1      |
| 1999/00 | De Graafschap    | Holandia         | Holandia         | Eredivisie        | 21    | 0      |
| 2000/01 | De Graafschap    | Holandia         | Holandia         | Eredivisie        | 7     | 1      |
| 2001/02 | AS Viterbese     | Włochy           | Włochy           | Serie C           | 16    | 0      |
| 2002/03 | Benevento Calcio | Włochy           | Włochy           | Serie C           | 24    | 0      |
| 2003/04 | Benevento Calcio | Włochy           | Włochy           | Serie C           | 29    | 0      |
| 2004/05 | Benevento Calcio | Włochy           | Włochy           | Serie C           | 24    | 1      |
| 2005/06 | Benevento Calcio | Włochy           | Włochy           | Serie C           | 9     | 0      |
| 2006/07 | Al-Nasr Rijad    | Arabia Saudyjska | Arabia Saudyjska | I liga            | 3     | 0      |
| 2007/08 | Al-Nasr Rijad    | Arabia Saudyjska | Arabia Saudyjska | I liga            | 26    | 0      |
| 2009    | Shenzhen Ruby    | Chiny            |                  | Super League      | 29    | 0      |
| 2009/10 | Al-Nasr Rijad    | Arabia Saudyjska | Arabia Saudyjska | I liga            | ?     | ?      |